# Tanggulangin (ort i Indonesien)
Tanggulangin är en ort i Indonesien.   Den ligger i provinsen Jawa Timur, i den västra delen av landet, 700 km öster om huvudstaden Jakarta. Tanggulangin ligger 6 meter över havet och antalet invånare är 32 866.
Terrängen runt Tanggulangin är platt.Runt Tanggulangin är det tätbefolkat, med 819 invånare per kvadratkilometer. Närmaste större samhälle är Sidoarjo, 6,1 km norr om Tanggulangin. Runt Tanggulangin är det i huvudsak tätbebyggt.